# フランツ・ブレンターノ
フランツ・ブレンターノ（Franz Clemens Honoratus Hermann Brentano、1838年1月16日 - 1917年3月17日）は、オーストリアの哲学者、心理学者。哲学の世界に志向性の概念を再導入し現象学の基盤を作った。作用心理学の祖。論理学においては判断の理論を展開した。エドムント・フッサール、アレクシウス・マイノングなどに多大な影響を与えた。ブレンターノに指導を受けた、あるいは強い影響を受けた学者らを「ブレンターノ学派」とも呼ぶ。ふつうブレンターノ学派にフッサールとフロイトは含めないが、もし含めたとすると、ヨーロッパ大陸で20世紀に登場した哲学的運動の中でブレンターノに無関係なものを見つけることはできないとも言われるほど広汎な影響を与えた。 
「ブレンターノは最もよく引用される哲学者の一人だが、最も研究されることの少ない哲学者の一人である」と評されるなど、現代のブレンターノをめぐる状況は奇妙な様相を呈している。こうしたブレンターノをめぐる状況を「ブレンターノ・パズル」と呼んで、ブレンターノが現代の哲学の中で見えなくなっていること（Brentano's invisibility）が問題視されることもある。

## 生涯
フランツ・ブレンターノは、1838年に、バイエルン王国アシャフェンブルクのイタリア出身のドイツの名門ブレンターノ家の子として、ボッパルト付近、ライン川沿岸マリーエンブルクで生まれた。ドイツ・ロマン主義の代表的な小説家クレメンス・ブレンターノは伯父、有名な女流詩人ベッティーナ・フォン・アルニムは伯母である。また、弟ルヨ・ブレンターノは経済学者としてその名を残している。父クリスティアン・ブレンターノはカトリックの宗教的な著述家であったという。父は早くに死んだので、フランツはもっぱらその母エミリエによって、敬虔なカトリックの精神的雰囲気の内で育てられた。
ミュンヘン・ヴュルツブルク・ベルリン・ミュンスターの各大学で哲学と神学を学び、1862年にテュービンゲン大学で学位取得した。1864年にカトリックの司祭に奉職し、1866年にヴュルツブルク大学で教授資格を取得する。しかし、司祭職に関しては、哲学的動機により、カトリックの教義に疑念を持つようになり、1873年に辞任した。これが波紋となり、ヴュルツブルク大学も去り、1874年にウィーン大学へと移る。この年に、「経験的立場からの心理学」を出版。1880年には、ウィーン大学の教授を辞し、同大の私講師になった。1884年から1886年にかけてはフッサールがブレンターノの講義を聞きに来ていた。しかし、1895年には教職を辞して、フィレンツェに移住した。この年、ミュンヘンにおける第三回国際心理学会に出席し『感覚論について』という講演を行った。1914年に勃発した第一次世界大戦を避け、チューリッヒへ移住し、同地で1917年に没した。79歳だった。

## 思想
ブレンターノは、イタリア移住後の1905年頃を境に心的現象と存在論に関する考え方を大きく変えたと言われる。解釈者によって見解は分かれているが、ブレンターノの考え方の変化は、アリストテレス研究を中心とする「アリストテレス主義」の時期から始まって、内的知覚の明証性にもとづいて学を基礎づけようとした「デカルト主義」の時期、そして「もの主義」の時期というように整理されている。

### アリストテレス主義の時期
ブレンターノは、若い頃、数学と哲学との研究のどちらに向かうべきか悩んだが結局哲学を志すことにした。そこで、フィヒテ、シェリング、ヘーゲルの思想界と接触してみたが、それら思想はブレンターノにとっては非科学的に映ったため受け入れることができなかった。すなわち、形而上学的問題に関して、思弁的体系的思想家たちが恣意的・構成的に振る舞うのに対して、彼はあくまで自然科学的問題に対するのと同じ方法を要求したのである。このように彼はカント以後のドイツ観念論のような思弁的観念的思想家に対する抗議を持って出発したが、その彼が向かったのがアリストテレスの体系であり、彼が終生師として仰いだものはアリストテレスのほかになかった。
ブレンターノは、1866年、ヴュルツブルグ大学講師となったが、就任にあたって２５のテーゼを朗読して、それに対する弁明を行った。ここで注目すべきは第４のテーゼとして「哲学の真の方法は自然科学の方法にほかならない」と語ったことであり、彼が哲学に対して自然科学的方法を要求したことが現れている。彼にとって、哲学はその根源的な科学性を保持すべきものであったのであり、これは彼の思想に一貫した基礎となっている。

### デカルト主義の時期
ブレンターノはドイツ観念論のような思弁による概念構成の哲学を退け、経験的立場からの哲学を主張した。ブレンターノはあらゆる社会的現象を整理する力となるのは「心理的法則を知ること、したがって哲学的知識」であると、哲学と心理学を同一視した上で、心理学的探求に従事する使命があると主張した。実際、彼は1872年から73年にかけて心理学に没頭し、その成果は1874年に『経験的立場からの心理学』（"Psychologie vom empirischen Standpunkt"）の出版によって公表された
ブレンターノは、形而上学的な装いを避けるため、心理学を「心の学」ではなく、「心的現象に関する学」として規定した。そして「心理学の基礎を形成するのは、自然科学のそれと同じく、知覚と経験である」とし、「固有の心的現象の内部知覚が経験の第一の源泉であり、それが心理学研究にとって欠くことのできないものである」とした。
つまり、ブレンターノは、人間の内部意識に中心を置き、内的心的現象を分析することを通して、哲学的体系（心理学）を構築しようとしたのである。ここで、その心的現象と呼ばれるものを特徴づけるために、経験的に感覚的性質として得られる所与（data）としての現象を、心的ならざる現象、物的現象と呼んで対立させた。
我々は内部になにか現象が発生するとき、すなわち所与（data）、表象を得るときは、五感による外的知覚を介して得るか、もしくは、その得た所与などから引き起こされる内的現象を内的知覚を介して認識する。ブレンターノは、色・音・暖・冷などの五感で知覚された「感覚的性質」、つまり現象を物的現象（physical phenomena）と呼んだ。そしてそれ以外の内的知覚でしか認識できない内的現象（感情など）で、その内容に関する対象（「対象」と言っているが実在性は求めない）への方向性や関係（これを志向性と呼ぶ）を持つもの、つまり自己の内部意識においてのみ知覚される「対象」の志向的内在（intentional inexistence）を持つという特質があるものを心的現象（mental phenomena）と呼んだ。なお、これにはいくつか反論もあったが、ブレンターノはあらゆる心的現象において例外なく対象の志向的内在を認めた。
ブレンターノが直接的に明証的な知覚であるとしたのはこのうち心的現象の方であって、心理学の研究は専らこの心的現象の内部知覚を経験の源泉とすべきとした。一方で、物的現象の外部知覚は、明証的たりえず、知覚との対象も間接的で、対象はあくまで現象としてのみ存在しているとした。
ふつう心理は、五感で知覚された所与の認識だけではなく、それらを原因とする内的に発生する現象の因果的連鎖からなると考えられるので、この志向性の概念は、心理学や現象学へ大きな影響を与えた。

### もの主義（reism）の時期
ブレンターノは1911年に『心的現象の分類について』（Von der Klassifikation der psychischen Phänomene）を出版した。この書物は、以前に出版された『経験的立場からの心理学』（Psychologie vom empirischen Standpunkt）の第２部第５章以下を本文としており、それに１１篇の短文が「考え方の訂正と展開、ならびに解説と擁護のための覚書」という表題のもと、付録として付け加えられてできていたが、ここでブレンターノは以前のデカルト主義的な考えの訂正を行なった。
ブレンターノが維持できないと考えるようになった見解とは、心的関係は「実在的なもの」（Reales）以外を対象とすることがありうる、つまりは「抽象的存在者」（ens rationis）を対象とすることができるという見解であった。この本の「序言」おいて彼は、
と語っている。これは従前の志向的内在たる対象としては非実在的なものも認めるという見解を捨て去るものであった。この見方に代えてブレンターノが打ち出したのが「実在的なもの」のみが対象となりうるもの主義（reism）と呼ばれる見方である。

## 業績
ブレンターノが最もよく知られるのは志向性を現代哲学に再導入したことであるが、他にアリストテレス研究や哲学史、美学、形而上学、認識論などに業績を持つ。

### 志向性（Intentionality）
ブレンターノは、彼の講義及び1874年の『経験的立場からの心理学』（"Psychologie vom empirischen Standpunkt"）の出版によって、スコラ哲学から派生したものである志向性（独:  intentionalität; 英:  intentionality; 伊: intentionalité）の概念を現代哲学に再導入したことで最もよく知られる。われわれの現象界の全体は、ブレンターノによれば、物的現象（mental phenomena）と心的現象（mental phenomena）の２つの大きな分類に分けることができる。ブレンターノによれば、対象の志向的内在（独: intentionale inexistenz）という概念を用いることによって心的現象を特徴づけ、それによって心的現象と物的現象の本質的区分を行おうとした。現代でも心のあり方を示す特徴として「志向性」という概念が持ち出されるときには、以下の文章が繰り返し引用されている。
全ての心的現象、全ての心理学的行為は内容を持ち、その対象（志向対象）への向きづけを持っている。全ての信念、欲望その他は、それらを志向させる対象、すなわち、信じられるもの、欲望されるものに繋がっている。ブレンターノは「志向的内在」という表現を使って、心の中における思考の対象という状態を指し示した。志向的存在の性質、言い換えれば志向対象の持ちうる性質、は心的現象と物的現象を区別するための鍵となる特徴である。なぜならば、ブレンターノの定義によれば、物的現象は本来の志向性を生み出す能力に欠けており、ただ彼が派生的な志向性とした間接的な方法で、志向的関係を促進することができるだけである。
結局、心的現象の特質をブレンターノは次のように総括した、
1. 表象として規定され、しかもその基礎としての表象に基づく現象であり、
2. 「志向的内在」「対象としてのあるものとの関係」を特性とし、
3. 内部知覚の対象であり、それのみが直接的な明証性をもって知覚される、
4. 更にこのことと結びついて、ろれは「志向的存在のほかに現実的実在性が属する唯一の現象」である。

ブレンターノは発生心理学（genetic psychology）と記述心理学（descriptive psychology）との違いを導入した。彼の用語法によれば、発生心理学は第三者からみたときの心的現象の研究であり、経験主義的実験（したがって、我々が今日、経験主義的科学に期待する科学的基準を満たす）の使用を要する（この概念は経験主義的心理学（empirical psychology）、認知科学、またはヘテロ現象学と呼ばれるものとほぼ等価であり、明示的な第三者による意識（consciousness）の研究への科学的なアプローチである）。記述心理学の狙いは、反対に、一人称の立場から意識の記述をすることにある。後者のアプローチは、フッサールと現象学派がさらに発展させた。

### 知覚の理論（Theory of perception）
彼はまた、"Wahrnehmung ist Falschnehmung"（「知覚は誤解である」）、つまり知覚が誤っていると主張することでもよく知られる。実際、彼は、外的な感覚的知覚は、知覚された世界の現実の存在性について何も教えてくれず、それが単に幻想である可能性があると主張した。しかしながら、我々は我々の内的知覚は絶対的に確信することができる。私がある音色を聞いたとき、私は現実世界においてその音色が存在したということを完璧に確信するということはできないが、私がそれを聞いたということは絶対的に確信している。私が音色を聞いたという事実に関するこの自覚は内的知覚（internal perception）と呼ばれる。外的知覚、感覚的知覚は、知覚された世界についての仮説を生み出すだけであり、真実を生み出すことはできない。すなわち、彼と多くの彼の学生（特に、カール・シュトゥンプとエドムント・フッサール）は、自然科学は仮説を生み出すだけで、決して数学や純論理学的な普遍的、絶対的な真理を生み出すことはできないと感じた。
しかしながら、「経験的立場からの心理学」（Psychologie vom Empirischen Standpunkte）の再版において、ブレンターノは以前のこの見解を撤回した。彼はその仕事の中で以前の議論をやり直すことなしに理論づけようとしたが、彼は完全に失敗したと言われる。新しい観点では我々が音を聞く時、我々は外部世界から何かを聞いているのであって、内的知覚の物的現象があるわけではない

### 判断の理論（Theory of judgement）

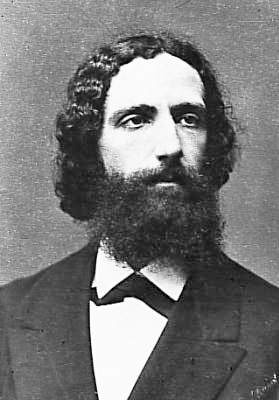
フランツ・ブレンターノ（撮影年不明）

1874年から1895年にかけて、ブレンターノはウィーン大学においてしばしば論理学についての講義を行った。ブレンターノによれば、論理学は「正当な判断についての学説」であり、論理学は正しい判断に導いていくための手段を教えるという目的によって規定されているものであった。現代において、ブレンターノの判断の理論は、マイヤー・ヒレブラント女史の編集の手による『正当な判断論』（Die Lehre vom richtigen Urteil）を参照することによって知ることができる。
ブレンターノによれば、心的現象は３つに分類することができる。第一は表象作用であり、第二は判断作用、そして第三に愛・憎であり、論理学の対象となるのはこのうち前者の表象（独: Vorstellung, 英:  representation, presentation）と判断（独:  Urteil, 英:  judgement）である。デカルト以前においては判断と表象は一体であると考えられていたが、ブレンターノはこれは誤りとした。たとえば、「緑色の木」という表象結合と「木は緑である」という判断作用は全く別物であり、表象の結合によってはいかなる判断も生じない。ブレンターノは、現在支配的な（フレーゲの）見解とは異なる判断理論を持っていたが、彼の判断理論は、このように表象作用と判断作用の相違を確立しようとした。
前期（存在判断還元論）
彼が差し当たってまず問題としたのは、判断理論の出発点を形成している存在判断についてであり、彼は「あらゆる判断は、それが定言的形式・仮言的形式・選言的形式のいずれにおいて表されるにしても、意味を少しも変えることなく無主語命題の形式、あるいは私の言い表しによれば、存在命題の形式で表わされうる」と、判断形式の存在命題形式への還元を主張した。なお、ここで「無主語命題」＝「存在命題」といっているのは、非人称の es をとる命題のこと（es gibt, es ist）であり、さらに「無主語命題（subjektloser Satz）」という表現は、有名な言語学者フランツ・ミクロシッチから由来するものであった。ブレンターノは判断の考察は言語表現とは独立には不可能であるという見地に立ち、あらゆる判断を無主語命題・存在命題の形式で表そうとしたのである。
ブレンターノが主張したことは、例えば、アリストテレス以来の判断の基本形式である、判断の定言的形式（categorical judgement）
S は P である。（S is P.）
は、
SP がある。（SP exist.）
に言い換えることができ、両命題は「論理学的には」等しい、ということであった。これは、「ある人が病気だ」という命題は、「病気の人がいる」というのと同義であり、「すべての人は死ぬものだ」という命題は、「死なない人は存在しない」というのと同義であるということである。
ブレンターノの判断理論の中心にあるのは、表象（presentation）作用と判断作用は異なるものであるが、判断は表象無しに行うことはできない。つまり、判断に先んじて表象（presentation）がなくてはならないという考えである。ブレンターノは、例えば「火星が存在する」というときの判断はただ一つの表象を持つ、というように単一の表象から生じる判断もあると主張した。ブレンターノ自身の記法を用いれば、判断は常に次の形式を持つ。つまり’+ A'（A が存在） または '- A'（Aは存在しない）。
ブレンターノは、判断作用は主観的な表象結合ではなく、存在自体にかかわる承認あるいは拒否の作用であるとし、しかも存在概念は直ちに真なるもの概念に通じると考え（前期的見解）、次のように主張した。
ブレンターノの判断理論の問題は、全ての判断は存在論的判断であるという考えであるというところではなく（普通の判断を存在論的なものに変換するのはしばしば非常に困難であるものの）、本当の問題は、ブレンターノが対象と表象の区別を行わなかったというところである。表象はあなたの心の中で対象として存在する。したがって、あなたは A が存在しないと実際に判断することはできない。なぜならば、もしかしたらあなたが表象がそこに無いとも判断するかもしれないからである（全ての判断は表象として判断される対象を持つというブレンターノの考えによれば、これは不可能である）。カジミェシュ・トヴァルドフスキはこの問題を認め、対象は表象と等価であるということを否定することでこの問題を解決した。これは実際にはブレンターノの知覚の理論の変更に過ぎないが、判断の理論においても歓迎すべき結論をもたらす。すなわち、（存在する）表象を持つことはできるが、同時に対象が存在しないという判断もできる。
後期（二重判断論）

## 影響
マルティン・ハイデッガーは、若い頃(1907年)、ブレンターノの初期作品「アリストテレスによる存在者のさまざまな意味について（"On the Several Senses of Being in Aristotle"）」を贈られると読みふけり、その思想に非常に触発された。
ブレンターノの心理的（または現象学的）な志向性への着目は、 カール・シュトゥンプのベルリン実験心理学派、アントン・マーティ（Anton Marty）の言語学におけるプラハ学派、アレクシウス・マイノングの実験心理学における Graz School、カジミェシュ・トヴァルドフスキの哲学における Lwów–Warsaw school、エドムント・フッサールの現象学に受け継がれている。ブレンターノの仕事は、ケンブリッジ大学のジョージ・エドワード・ムーアとバートランド・ラッセルの教師であったジョージ・スタウト（ George Stout）にも影響を与えた。
分析哲学者の立場から、哲学における分析哲学派と現象学派の間の愚かしい対立を埋めることは有意義であると考え、現存し分析哲学者にも認められている唯一の心理主義的様相を有する理論であるライツェン・エヒベルトゥス・ヤン・ブラウワーの直観主義を題材に非常に回りくどい論理を展開したマイケル・ダメットは、分析哲学と現象学の起源がフランツ・ブレンターノにあることを暗に示した。

## 著作
- (1862) 「アリストテレスによる存在者のさまざまな意味について」On the Several Senses of Being in Aristotle (Von der mannigfachen Bedeutung des Seienden nach Aristoteles (博士論文)) (online)
- (1867) 「アリストテレスの心理学、とくに彼のヌース・ポイエティコスの説について」The Psychology of Aristotle (Die Psychologie des Aristoteles, insbesondere seine Lehre vom Nous Poietikos (教員資格論文1865/66)) (online)
- (1874) 「経験的立場からの心理学」第１巻 Psychology from an Empirical Standpoint (Psychologie vom empirischen Standpunkt) (online)
  - (1924–25) （Psychologie vom empirischen Standpunkt） Ed. Oskar Kraus, 2 vols. Leipzig: Meiner. ISBN 3-7873-0014-7[44]
- (1876) 「どんな種類の哲学者がしばしば時代を画するか」（Was für ein Philosoph manchmal Epoche macht） (プロティノス批判) (Online)
- (1889) 「道徳的認識の源泉について」[45]The Origin of our Knowledge of Right and Wrong (Vom Ursprung sittlicher Erkenntnis) (1902 English edition online)
- (1892)「天才」（Das Genie）、「文学的表現の対象としての悪について」[46]（Vom Schlechtenals Gegenstand dichterischer Darstellung）
- (1893)「哲学の将来について」（Über die Zukunft der Philosophie）
- (1895)「哲学の四段階と斯学の現状」（Die vier Phasen der Philosophie und ihr augenblicklicher Stand）
- (1911) 「アリストテレスとその世界観」Aristotle and his World View (Aristoteles und seine Weltanschauung)、「アリストテレスの人間精神の根源についての学説」（Aristoteles' Lehre vom Ursprung des menschlichen Geistes）
- (1911) 「心的現象の分類について」The Classification of Mental Phenomena (Von der Klassifikation der psychischen Phänomene)
- (1930) 「真理と明証性」The True and the Evident (Wahrheit und Evidenz)
- (1952)「倫理学の基礎づけと構成」(Grundlegund und Aufbau der Ethik)
- (1956)「正当な判断論」(Die Lehre vom richtigen Urteil)
- (1959)「美学綱要」(Grundzüge der Ästhetik)
- (1976) 「空間・時間・連続の哲学的研究」Philosophical Investigations on Space, Time and Phenomena (Philosophische Untersuchungen zu Raum, Zeit und Kontinuum)
- (1982) 「記述的心理学」Descriptive Psychology (Deskriptive Psychologie)

### 全集
- Sämtliche veröffentlichte Schriften in zehn Bänden (Collected Works in Ten Volumes, edited by Arkadiusz Chrudzimski and Thomas Binder), Frankfurt: Ontos Verlag (now Walter de Gruyter).
  - 1. Psychologie vom empirischen Standpunkte — Von der Klassifikation der psychischen Phänomene (2008)
  - 2. Untersuchungen zur Sinnespsychologie (2009)
  - 3. Schriften zur Ethik und Ästhetik (2010)
  - 4. Von der mannigfachen Bedeutung des Seienden nach Aristoteles (2014)

## 年表
1838年（0歳）
ドイツのマリエンブルグに生誕
1862年（24歳）
処女作『アリストテレスによる存在者のさまざまの意味について』（Von der mannigfachen Bedeutung des Seienden nach Aristoteles）を出版。当時の学界の大御所的存在であり、アリストテレス研究者として有名なトレンデレンブルグの賞賛を得た。テュービンゲン大学で学位を得る。
1864年（26歳）
ブレンターノ、カトリック教会の司祭となる。
1866年（28歳）
ブレンターノ、ヴュルツブルグ大学の私講師となる。
1870年（32歳）
7月18日バチカン会議にて教皇の不可謬性宣布がなされる。
1872年（34歳）
ブレンターノ、ヴュルツブルグ大学の助教授となる。
1873年（35歳）
司祭の職を捨てるとともに、カトリック教会から離脱する。このことが原因でヴュルツブルグ大学の教職を辞することになる。
1874年（36歳）
ブレンターノ、ウィーン大学の教授として招かれる。『経験的立場からの心理学』第一巻（Psychologie vom empirischen Standpunkt Bd. I）を出版。
1879年（41歳）
ブレンターノ、イーダ・フォン・リーベンと結婚。
1888年（50歳）
一人息子のヨハネス・ブレンターノ（Johannes C. Brentano, 1888-1969；ノースウェストン大学名誉教授、専攻：物理学）誕生。
1894年（56歳）
ブレンターノ、イーダ・フォン・リーベンと死別。
1895年（57歳）
ブレンターノはウィーン大学の私講師を辞め、その後は主としてイタリアのフィレンツェに住む。
1896年（58歳）
ブレンターノ、ミュンヘンで開かれた第三回国際心理学会にシュトゥンプとともに参加し、「感覚について」という講演を行う。
1897年（59歳）
ブレンターノ、エミリエ・ルエプレヒトと結婚
1903年（65歳）
ブレンターノ、両目の手術を受けるも病状は悪化する一方であり、数年後には全くの盲目となる。
1905年（67歳）
このころから心的現象と存在論に関する考え方を大きく変えはじめる。
1911年（73歳）
『心的現象の分類について』（Von der Klassifikation der psychischen Phänomene）を出版し、もの主義（reism）的な考えに転向したことを公表する。
1914年（76歳）
第一次世界大戦起こる。ブレンターノ、難を避けてスイスのチューリヒに移る。
1917年（79歳）
ブレンターノ、チューリヒで死す。

### 関連人物
- アリストテレス
- カール・シュトゥンプ
- エドムント・フッサール
- アレクシウス・マイノング
- ジークムント・フロイト
- タデウシュ・コタルビンスキ
- ヴィルヘルム・ディルタイ
- エルンスト・マッハ
- イマヌエル・カント
- ルヨ・ブレンターノ
- マイケル・ダメット
- ペール・マルティン＝レーフ